# Isabella-Piercing
Ein Isabella-Piercing ist ein tiefes Intimpiercing für Frauen. Es verläuft senkrecht, tritt oberhalb der Harnröhre ein und auf der Klitorisvorhaut wieder aus.

## Heilung
Die Heilung beträgt etwa  zwei bis drei Monate. Zum Einsatz ist ein Barbell geeignet, welcher der Anatomie der Trägerin angepasst sein  sollte. Da es den Klitorisschaft durchsticht und Nerven schädigen kann, wird es von vielen Piercern nicht gestochen und ist daher selten.
Als Alternative zu sehen sind das ähnliche, jedoch unkompliziertere Nefertiti-Piercing oder das horizontal verlaufende Triangle-Piercing.